# Аббас-Мірза
Аббас—Мірза (20 серпня 1789 пом. 25 жовтня 1833) — державний і воєнний діяч Ірану. Намісник шаха в Іранському Азербайджані. Командував військом під час російсько—перських воєн 1804—1813 і 1826—1828 років, та турецько-перської війни (1821—1823).

## Життєпис
Був четвертим сином джаханбані (спадкоємця трону) Баба-хана. Його матір'ю була Асія-ханум, донька Фатх-Алі-хана Довалу. Їх шлюб влаштував правитель Ага Мохаммед-хан задля об'єднання основних кланів каджарів. Народився 26 серпня 1789 року в селі Нава в Мазандерані. Згодом в Аббас-Мірзи виникла гостре суперництво зі старшим зведеним братом Могаммед-Алі Мірзою Довлатшахом, мати якого була грузинською наложницею. Але також суперниками були інші зведенні брати: Мохаммед Валі Мірза та Хосейн Алі Мірза. Аббасу Мірзі було надано титул дорр-е дар'я-е хосраві («Перлина монаршого моря»).
У 1797 році, у віці восьми років, Ага Мухаммед-хан взяв його з собою в похід проти Карабаського ханства. Після вбивства Ага Мухаммед-хана в червні того ж року Аббас Мірзу повернули до Тегерану. Смерть Ага Мухаммед-хана призвела до появи низки претендентів на престол.
Після нетривалої боротьби трон захопив Баба-хан, що 21 березня 1798 року коронувався як Фатх-Алі. 20 березня 1799 року він обрав Аббаса Мірзу спадкоємним трону і надав йому титул наїб-аль-салтана (віцеправителя). Його помічниками призначаються досвідчені військовики та сановники. Невдовзі призначається валі (намінсиком) провінції Азербайджан з резиденцією у Тебризі. Вже 1799 року відправив Сулейман-хана проти хойського хана Джафар Кулі-хана, що намагався здобути фактичну незалежність. Той зазнав поразки й втік на північ.
1805 року з початком війни з Російською імперії Аббас мірза призначається очільником  20-тисячної армії. Але це було суто номінально. Фактично керівництво здійснювала своєрідна рада військовиків у складі Мірза Бузорга, Сулейман-хана, Алі Кулі-хана Шахсевана, Алі Кулі-хан Сартіп Каджара, Пір Кулі-хана Каджара, Садік-хана Каджара та Мехді Кулі-хана Каджара. Незважаючи на початкові успіхи, зокрема захоплення фортеці Аскеран, перські війська під орудою Аббас Мірзи у битвах при Шамхорі 1805 році, Каракапеті (у Карабасі) 1806 року від І.Гудовича, Карабабі 1808 року (наслідком стала падіння нахічевані), Гянджі 1809 року від О.Тормасова, Мегрі, на річці Аракс та в Ахалкалакі 1810 року від П.Котляревського зазнали поразок. Також виявилися невдалими спроби Аббас-Мірзи у 1808, 1809 і 1810 роках підняти антиросійське повстання в Дагестані, окрім спроби Шейх Алі-хан відвоювати своє колишнє володіння — Кубинське ханство. 1812 року Аббас Мірза зазнав ніщивної поразки від Котляревського при Асландузі, при цьому падіння Аббаса з коня посилило паніку в його війську й призвело до загальної втечі. 1813 року Котляревський захопив фортецю Ленкорань. Наслідком стало укладання Ґюлістанського мирного договіру.
Аббас Мірза вирішив зробити висновок з поразки, запровадивши «Незам-е Джадід» («Новий [військовий] порядок»). Спочатку найняв російських військовополонених та ренегатів, які проводили практичне навчання. Самсон Макінцев (Сам-хан), командир армії Аббаса Мірзи, який дослужився до звання генерала, був найвідомішим з них. Війська Незама почали одягати форму, спочатку кольору, що нагадував російський зелений, а потім французький синій. Вояків тепер стали звати сарбаз («той, хто готовий пожертвувати головою»). Аббас Мірза забезпечував своїх солдатів одягом та зброєю (до 1825 року отримав від Британської Ост-Індської компанії 15 тис. гвинтівок), зробив підвладні війська кращими за решту шахської армії. До 1820 року його армія досягла 32 тис. сарбазів. Військову програму було завершено будівництвом нових укріплень. Старі фортеці АТебріз, Ардебіль та Хой були модернізовані. В Аббас-Абаді на річці Аракс було збудовано нову фортецю, засновану на європейських проєктах, яка забезпечувала прохід на південь від Нахчивану; вірменська церква на цьому місці була перетворена на пороховий склад. Фортеця Хорасан-Дашт, де Карача-е-Даг з'єднується з річкою Аракс, також була призначена для прикордонної охорони. З 1819 року британські інженери контролювали будівництво цитаделі «Верхня Кала» на озері Урмія.
Завдяки призначенню рузнама-невіса кожному місту для передачі інформації було відроджено давню розвідувальну службу держави. За допомогою британських фахівців Аббас Мірза налагодив виробництво вогнепальної зброї, розпочав пошук запасів міді, звів плавильний завод поблизу Ахара, будувалися ткацькі фабрики. Для поліпшення торгівлі на перевалі Саєн, який з'єднує Ардебіль та Сараб, було побудовано караван-сарай.
Разом з тим залишався намінсиком Південного Азербайджану, де стикнувся з курдськими племенами, що чинили напади на перські володіння, втікаючи потім до Османської імперії. З 1818 року стосунки з останньою погіршувалися. Після початку війни за незалежність Греції у 1821 році Аббас Мірза запропонував Російській імперії спільно напасти на Османську імперію. Він ймовірно вважав, що спільний напад на Османську імперію стримає Росію від нової війни проти Персії. Його пропозицію російський імператор Микола I відхилив, проте через своїх дипломатів заохочувала Абас Мірзу атакувати османів, пропонуючи фінансову допомогу.
Невдовзі почалася війна проти Османської імперії. Перші невдалі дії здійснив Могаммед-Ага Мірза Довлатшах, що не зміг захопити Багдад у Дауд-паши. У свою чергу Аббас Мірза у листопаді 1821 року захопив фортеці Баязит та Топрак-Калу, а у травні 1822 року здобув перемогу у битві під Хоєм. За цим у битві при Ерзурумі завдав ніщивної поразки османському війську. Наступні 2 роки відбувалися незначні сутички, завершивши війну 1823 року.
Підтримав початок війни з Російською імперією, розраховуючи на підтримку Великої Британії. У липні 1826 року на чолі 60-тисячного війська зайняв територію колишніх Талиського та Карабаського ханств, після чого почав наступ на Тифліс. Втім на 48 діб нзатримався при облозі Шуши. 26 вересня у битві під Єлисаветполем Аббас Мірза зазнав поразки від росіян. Наслідком стало вторгнення ворогів до Еріванського і Нахічеванського ханств. До листопада того ж року перси втратили Ширван, Шеку, кубу і весь Карабах. Напочатку 1827 року Аббас Мірза зазнав поразки у Ошаканській битві, навесні ворог зайняв Нахічевань, у липні — фортеці Аббас-Абад й Урабад. У вересні Аббас-Мірза зазнав поразки у битві при Ечміадзіні, 19 вересня було втрачено фортецю Сардар-Абад, 1 жовтня — Ерівань, 3 жовтня — Маранд і Кардаш, 26 жовтня 1827 року впав Тебриз. Аббас Мірза брав участь у вироблені умов Туркманчайського мирного договору, за одним з пунктів якого російський уряд визнав Аббас Мірзу спадкоємцем трону Персії. Разом з тим російському посланцеві О.Грибоєдову вдалося схилити Аббас-Мірзудо вступу у війну з Османською імперією на боці Росії. Лише погроза британського посланця Д.Макдональда вступити у війну з Персією змусило шахський уряд відмовитися від цього наміру. 1829 року Аббас-Мірза вже планував вступити у війну проти Російської імперії на боці Османської. Але поразки останньої, неспокій на східних кордонів й пограза російського командувача Івана Паскевича захопити Південний Азербайджан змусили Абасс-Мірзу й шаха зберегти нейтралітет.
Вирішив взяти реванш за невдачі на сході. Для цього вирішив скористатися складними стосунками з гератським ханом Камран-Шахом Дуррані, що з 1827 року підтримував заворушення в Хорасані. Самого Аббас Мірзи призначають намісником цього регіону. Протягом 1831 року Аббас Мірза придушив повстання афганських кланів Караї і Заафаранлу, що були союзниками Герату. Влітку і восени 1832 року внаслідок двох походів захопив Хабушан, Сарахс та Торбат-е-Хейдар'є, після чого висунув вимогу Камран Шаху підкоритися Персії. Натомість Камран-Шах надіслав тому 15 тис. перських томанів як подарунок (фактично хабар) з пропозицією укласти мир. У відповідь Аббас Мірза влітку того ж року відправив свого сина Мохаммада Мірзу з 27—30 тис. вояків з метою захоплення Герату. Втім облога виявилася невдалою, а 25 жовтня 1833 року помер від захворювання печінки (на нього страждав з 1825 року) у Мешхеді.